# Alfred Rieß
Alfred Rieß (* 29. Oktober 1952, wahrscheinlich in Nördlingen) ist ein ehemaliger deutscher Fußballspieler auf der Position eines Stürmers und späterer Fußballtrainer.

## Laufbahn
Rieß, der bereits im Kindesalter Mitglied bei seinem Heimatverein TSV 1861 Nördlingen wurde, wurde um 1970 als Nachwuchsspieler vom VfR Aalen verpflichtet, der zu jener Zeit in der unterklassigen A-Klasse Kocher-Rems spielte und am Ende der Saison 1970/71 in die 2. Amateurliga Württemberg 3 aufstieg, in der 1971/72 der Durchmarsch in die Amateurliga Nordwürttemberg gelang. Vermutlich noch immer in dieser Liga spielend, wurde Rieß 1976 vom TSV 1860 München verpflichtet, mit dem er in der Saison 1976/77 in der 2. Liga spielte und den Aufstieg in die Bundesliga schaffte. Für diese Liga keinen Vertrag erhaltend, wechselte Rieß 1977 zum österreichischen Erstligisten First Vienna FC, für den er in der kompletten Saison 1977/78 sowie in den ersten Monaten der Saison 1978/79 spielte. Im November 1978 wechselte Rieß zurück in die 2. Fußball-Bundesliga zum FC 08 Homburg, bei dem er bis zum Ende der Saison 1978/79 unter Vertrag stand. Anschließend spielte er erneut für seinen Heimatverein TSV Nördlingen, für den er Ende der 1990er Jahre auch als Trainer tätig war.
Von 2005 bis mindestens 2007 betreute Rieß den unterklassigen FV Utzmemmingen und betreibt seit Jahren ein Taxiunternehmen in seiner Heimatstadt Nördlingen.